# Kodeks 0198
Kodeks 0198 (Gregory-Aland no. 0198) – grecki kodeks uncjalny Nowego Testamentu na pergaminie, paleograficznie datowany na VI wiek. Do naszych czasów zachował się fragment jednej karty kodeksu. Przechowywany jest w Londynie.

## Opis
Do dziś zachował się fragment jednej karty kodeksu, z tekstem Listu do Kolosan 3,15-16.20-21. Rekonstrukcja oryginalnej karty kodeksu wykazała, że miała ona rozmiar 11 na 7,5 cm.
Tekst pisany jest jedną kolumną na stronę, w 7 linijkach w kolumnie (według rekonstrukcji).

## Tekst
Fragment reprezentuje mieszaną tradycję tekstualną. Kurt Aland zaklasyfikował go do kategorii III.

## Historia
Tekst opis fragmentu sporządził H.J.M. Milne w 1927 roku. Na listę rękopisów Nowego Testamentu wciągnął go Ernst von Dobschütz, oznaczając go przy pomocy siglum 0198.
INTF datuje rękopis na VI wiek.
Rękopis przechowywany jest w British Library (Pap. 459) w Londynie.